# 姚堂 (福建水師提督)
姚堂（？—1723年），清朝政治人物。

## 生平
康熙年間，擔任福建浙江督標副將。康熙四十九年，任浙江平陽總兵官。康熙五十年，任福建台灣總兵官。康熙五十七年，任廣東提督。康熙六十年，升任福建水師提督。雍正元年去世，贈都督同知。